# Grönländska plattan

Jordens system av tektoniska plattor, här med Grönland (överst i mitten) markerad som del av den nordamerikanska kontinentalplattan.

Grönländska plattan är en förmodad tektonisk platta. Området har hittills räknats som del av den nordamerikanska kontinentalplattan. Sprickbildningar väster och sydväst om Grönland kan medföra att hela Grönland samt omgivande områden omdefinieras som del av en separat platta.

## Beskrivning
Den grönländska plattan antas avgränsas i väster av Nares Sund, en förmodad sprickbildning, i sydväst av Ungavaförkastningen liggande under Davis sund, i sydöst av Mittatlantiska ryggen, och i nordöst av Gakkelryggen, vars nordvästra gräns fortfarande undersöks (danska forskare hoppas att plattan ska sträcka sig längs Lomonosovryggen). Den grönländska kratonen består av några av de äldsta bergarterna på jordens yta. Grönstensbältet vid Isua i sydvästra Grönland innehåller de äldsta bergen på jorden och dateras till 3,7–3,8 miljarder år gamla.
Den prekambriska basen till Grönland bildade en del av den kanadensiska skölden som ligger i mitten av den nordamerikanska kontinentalplattan. Grönland skars av från Nordamerikas huvuddel genom två bildade gravsänkor. Den första, under kritaperioden bildade Baffinbukten. Baffinbukten är den nordvästra änden och slutet av ett gravsänkesystem i norra Atlanten och Labrador som började bildas för 140 miljoner år sedan under äldre krita. Labradorhavet började öppnas för 69 miljoner år sedan under tidsåldern maastricht men utvidgningen av havsbottenytan tycks ha upphört under oligocen för 30–35 miljoner år sedan. Korrelationer har föreslagits mellan tektoniska delar i Kanada och Grönland, men sambandet mellan Grönland och Kanada före kontinentaldriften är inte helt känt.
Sedan sänkan vid norra Atlanten-Labrador stängdes har Grönland rört sig ungefär i samma takt som Nordamerika; frågan har därför uppstått huruvida Grönlandsplattan fortfarande ska betraktas som en separat platta över huvud taget. Med detta sagt, så är området mellan Grönland och Baffinön extremt sesmiskt aktivt, och har varit epicentrum för många jordbävningar, inklusive 1933 års jordbävning i Baffin Bay med en magnitud på 7,3. Tills nu har ingen kunnat korrelera den seismiska aktiviteten med särskilda geologiska strukturer eller geofysiska anomalier. Det har föreslagits att den seismiska aktiviteten i området är relaterad till spänningar som kan härledas till den postglaciala landhöjningen.